# Telehon
Telehon – pierwszy album studyjny zespołu Pablopavo i Ludziki, którego wokalistą jest Pablopavo. Oficjalna premiera albumu odbyła się 26 września 2009 roku.

## Lista utworów
1. Intro
2. Telehon
3. Jurek Mech
4. Z Fartem Dziewczyna
5. Piosenka Ze Śmieci
6. Się Mi To Nie
7. Kolejka
8. XXL Yeti Funk
9. Dym Dym
10. Nomada
11. Primo Rebel
12. Warszawa Wschodnia
13. Do Stu
14. C.S.I. Stegny
15. Ale Ale
16. System
17. Na Nowo